# بوني (الريف الغربي)
بوني (بالفارسية: بنی) هي منطقة سكنية تقع في إيران في قسم الريف الغربي الريفي. يقدر عدد سكانها بـ 27 نسمة بحسب إحصاء 2016.